# Osella FA1F
Der Osella FA1F ist ein Formel-1-Rennwagen des italienischen Motorsportteams Osella Squadra Corse, der 1984, 1985 und 1986 für insgesamt fünf Fahrer gemeldet wurde. Er war Osellas erster Rennwagen mit einem Turbomotor. Der FA1F beruht wesentlich auf einer Konstruktion von Alfa Romeo und wurde zur Grundlage aller Osella-Wagen der bis 1988 andauernden Turbo-Ära. Zweimal kam ein Auto dieses Typs in den Punkterängen ins Ziel. Der FA1F war der letzte Formel-1-Wagen, mit dem Osella Weltmeisterschaftspunkte erzielte.

## Hintergrund
Im Laufe der Formel-1-Saison 1983 zeichnete sich das Ende der „Ende der Saugmotorära“ ab: Die erstmals 1977 erschienenen Turbomotoren hatten nach Jahren grundlegender Probleme an Zuverlässigkeit gewonnen und dominierten die Weltmeisterschaftsläufe des Jahres 1983. In dieser Saison gingen 12 von 15 Siegen an Wagen mit Turbomotoren. Nachdem mit Renault (1977), Scuderia Ferrari (1981), Brabham (1982), Alfa Romeo, McLaren und Williams (jeweils 1983) alle großen Teams auf Turbomotoren umgestellt hatten, zogen die meisten kleineren Rennställe zum Beginn der Saison 1984 nach. Viele von ihnen erhielten Kundenmotoren bereits etablierter Hersteller.
Auch Osella ging 1983 eine solche Kundenbeziehung ein. Die Wahl fiel auf Alfa Romeo. Im Sommer 1983 übernahm das Turiner Team zunächst die Zwölfzylinder-Saugmotoren, die bei Alfa Romeo obsolet geworden waren, nachdem dort ein eigenes Turbotriebwerk entwickelt worden war. Ab 1984 erhielt Osella Kundenversionen von Alfa Romeos Turbomotoren, die es bis 1988 einsetzte. Darüber hinaus leistete Alfa Romeo technische Unterstützung im Bereich des Chassis und des Fahrwerks.

## Fahrzeuge
Der Osella FA1F beruhte in weiten Teilen auf dem von Gérard Ducarouge konstruierten Alfa Romeo 183T, dem ersten Turbofahrzeug von Alfa Romeos Werksteam.
Alfa Romeo überließ Osella Ende 1983 eines der fünf 1983 hergestellten 183T-Chassis, um Osella durch Technologietransfer bei dem Aufbau eines Turboautos zu unterstützen. Tatsächlich übernahm Osella das Auto weitgehend unverändert und meldete es zu den ersten Rennen 1983 als Osella FA1F. Dieser Alfa/Osella nahm am ersten Rennen der Saison in Brasilien teil, kam aber nicht ins Ziel. Zum zweiten Rennen in Kyalami wurde er ebenfalls gemeldet, Piercarlo Ghinzani zerstörte das Chassis allerdings bei einem schweren Unfall im Aufwärmtraining.
In den ersten Monaten des Jahres 1984 baute Osella in Volpiano nach und nach drei eigene Exemplare des FA1F auf. Sie werden gelegentlich als „Osellas eigene FA1F“ bezeichnet. Auch sie folgten im Grundsatz den Konstruktionsmerkmalen des Alfa Romeo 183T. Osella hatte von Alfa Romeo die Negativformen für das Monocoque übernommen und nutzte sie für den FA1F weiter. Auch zahlreiche Karosserieteile wurden übernommen. Die Aufhängung, die zerklüfteten Seitenkästen und die Fahrzeugnase waren allerdings eigenständig, und der Radstand wurde im Sommer 1984 durch Einsetzung eines Distanzstücks um 35 Millimeter verlängert. Die Gestaltung der Seitenkästen war bei den drei Fahrzeugen im Detail unterschiedlich, und im Laufe der Jahre variierten die aerodynamischen Anbauteile. Windkanalarbeiten fanden an Osellas eigenen FA1F-Fahrzeugen nicht statt.
Als Antrieb diente Alfa Romeos 1,5 Liter großer Turbomotor vom Typ 890T, der 1982 beim Großen Preis von Italien erstmals im Alfa-Werksteam kurzzeitig in Erscheinung getreten war und 1983 regelmäßig verwendet wurde. Osella erhielt gebrauchte Motoren, die sich auf dem Entwicklungsstand von Anfang 1983 befanden und noch eine mechanische Saugrohreinspritzung verwendeten. Auf zwischenzeitliche Neuerungen wie die 1985 im Werksteam eingeführte und dort regelmäßig verwendete elektronische Saugrohreinspritzung hatte Osella bis 1987 keinen Zugriff. Das Triebwerk galt als unzuverlässig, schwer und leistungsschwach; Alfas Konzeption, den Motor trotz des sehr geringen Hubraums als einen Achtzylinder auszulegen, wurde allgemein als ineffizient bezeichnet.
Der jüngste der drei FA1F wurde im Winter 1984/1985 zum ersten Osella FA1G umgebaut.

## Renneinsätze
Der Osella FA1F wurde in drei Jahren für fünf verschiedene Fahrer gemeldet. 1984 war er das modernste Modell des Teams; 1985 und 1986 diente der FA1F dagegen als Reserve für junge, vergleichsweise unerfahrene Piloten. In der Saison 1987 diente ein FA1F bei mehreren Großen Preisen als Ersatzfahrzeug; es kam aber nicht mehr zu einem Renneinsatz.

### Formel-1-Saison 1984
1984 setzte Osella durchgängig einen FA1F für Piercarlo Ghinzani ein; daneben erschien bei einigen Rennen ein zweiter FA1F für den Österreicher Jo Gartner, der hier seine erste (und einzige) Formel-1-Saison verbrachte.
Ghinzani fuhr den ersten, unmittelbar auf einem Alfa-Chassis beruhenden FA1F beim Auftaktrennen in Brasilien, wo er der einzige Fahrer des Teams war. Nachdem das Auto beim Warm-Up zum zweiten Rennen irreparabel beschädigt worden war, erhielt Ghinzani für das dritte Saisonrennen Osellas ersten eigenen FA1F, den das Team eigentlich für Jo Gartner aufgebaut hatte. Für Gartner wurde daher weiteres Fahrzeug aufgebaut, das erst zum Großen Preis von Großbritannien im Juli fertiggestellt war. Von diesem Rennen an bis zum Saisonende setzte Osella regelmäßig beide Autos ein.
Ghinzani konnte sich zu 15 von 16 Rennen qualifizieren. Er kam siebenmal ins Ziel. Sein bestes Ergebnis war der fünfte Platz beim Großen Preis der USA in Dallas, wodurch Osella erstmals seit 1982 wieder Weltmeisterschaftspunkte erzielen konnte. Daneben kam Ghinzani in Monaco und in Monza jeweils als Siebter ins Ziel.
Jo Gartner konnte sich bei sieben Einsätzen mit dem FA1F regelmäßig qualifizieren. Er kam dreimal ins Ziel. Auch er kam einmal – bei Osellas Heimrennen in Monza – als Fünfter ins Ziel. Diese Punkte wurden dem Team aber in der Konstrukteurswertung nicht gutgeschrieben, da es Gartners Auto nicht zu jedem Rennen der Saison gemeldet hatte.

### Formel-1-Saison 1985
1985 meldete Osella nur einen Fahrer. Die Saison begann mit Piercarlo Ghinzani, der den FA1F in den ersten beiden Rennen des Jahres einsetzte. Er kam sowohl in Brasilien als auch in Portugal außerhalb der Punkteränge ins Ziel. Für den Rest der Saison ersetzte das Team den FA1F durch den FA1G, eine Weiterentwicklung des bisherigen Modells.

### Formel-1-Saison 1986
1986 war Piercarlo Ghinzani erneut Stammfahrer des Osella-Teams. Er setzte durchgängig die neueren Fahrzeuge vom Typ FA1G und FA1H ein. Daneben meldete Osella ein zweites Cockpit für insgesamt drei weitere Fahrer, die überwiegend den inzwischen drei Jahre alten FA1F einsetzten:
- Für die ersten sechs Rennen des Jahres 1986 wurde der FA1F für Christian Danner gemeldet. Er konnte sich fünfmal qualifizieren, erreichte aber keine Zielankunft.
- Zum Großen Preis der USA wurde Danner durch den kanadischen Debütanten Allen Berg ersetzt, der bei seinem ersten Rennen den FA1F fuhr, dann je einmal den FA1G und den FA1H einsetzte und ab dem Großen Preis von Deutschland erneut mit dem FA1F an den Start ging. Berg qualifizierte sich regelmäßig und erreichte drei Zielankünfte mit dem FA1F, die jeweils weit außerhalb der Punkteränge lagen.
- Zum Großen Preis von Italien wurde Berg ein Mal durch den Debütanten Alex Caffi ersetzt, der das Rennen im FA1F zwar beendete, wegen zu großen Rückstands aber nicht gewertet wurde.

## Rennergebnisse
| Fahrer               | Nr.                  | 1   | 2   | 3   | 4   | 5   | 6   | 7   | 8   | 9 | 10  | 11  | 12  | 13  | 14 | 15  | 16  | Punkte | Rang |
| -------------------- | -------------------- | --- | --- | --- | --- | --- | --- | --- | --- | - | --- | --- | --- | --- | -- | --- | --- | ------ | ---- |
| Formel-1-Saison 1984 | Formel-1-Saison 1984 |     |     |     |     |     |     |     |     |   |     |     |     |     |    |     |     | 2      | 12.  |
| Piercarlo Ghinzani   | 24                   | DNF | DNS | DNF | DNQ | 12  | 7   | DNF | DNF | 5 | 9   | DNF | DNF | DNF | 7  | DNF | DNF | 2      | 12.  |
| Jo Gartner           | 30                   |     |     |     |     |     |     |     |     |   | DNF | DNF | DNF | 12  | 5  | DNF | 16  | 2      | 12.  |
| Formel-1-Saison 1985 | Formel-1-Saison 1985 |     |     |     |     |     |     |     |     |   |     |     |     |     |    |     |     | 0      | –    |
| Piercarlo Ghinzani   | 24                   | 12  | 9   |     |     |     |     |     |     |   |     |     |     |     |    |     |     | 0      | –    |
| Formel-1-Saison 1986 | Formel-1-Saison 1986 |     |     |     |     |     |     |     |     |   |     |     |     |     |    |     |     | 0      | –    |
| Christian Danner     | 22                   | DNF | DNF | DNF | DNQ | DNF | DNF |     |     |   |     |     |     |     |    |     |     | 0      | –    |
| Allen Berg           | 22                   |     |     |     |     |     |     | DNF |     |   | 12  | DNF | DNF |     | 13 | 16  | NC  | 0      | –    |
| Alex Caffi           | 22                   |     |     |     |     |     |     |     |     |   |     |     |     | NC  |    |     |     | 0      | –    |